# Friedrich Wilhelm Hertzsch
Friedrich Wilhelm Hertzsch (* 12. Juli 1875 in Dresden; † 26. Dezember 1944 ebenda) war Architekt und Stadtbauinspektor in Dresden.
Als Schüler von Paul Wallot arbeitete er zunächst im Architekturbüro von C. Heinrich Kühne, danach war er selbständig. Sein Architekturbüro in Dresden-Neustadt, Königsbrücker Straße 22, wurde vom Sohn Heino Hertzsch fortgeführt. Seine bekanntesten Bauten sind die Jugendstilwohnhäuser Katharinenstraße 1, Katharinenstraße 3 und Katharinenstraße 5.
Seine Bauten:
- Mietshäuser in Dresden-Neustadt, Katharinenstraße 1, 3 und 5 (1901–1904)
- Sanatorium Möller in Dresden-Loschwitz, Alpenstraße 1 (1903–1904)
- Doppelhaus in Dresden-Loschwitz, Oeserstr. 1–3 (1904–1905)
- Wohnhaus in Dresden-Loschwitz, Malerstr. 12b (1911–1912)[3]